# Улица Игоря Нетто
Улица И́горя Не́тто — улица на северо-западе Москвы в районе Покровское-Стрешнево Северо-Западного административного округа от Волоколамского шоссе.

## Происхождение названия
Проектируемый проезд № 5219 (восточный участок) получил название улица Игоря Нетто в июне 2021 года. Улица названа в память об олимпийском чемпионе и чемпионе Европы, футболисте, игроке московского «Спартака» Игоре Александровиче Нетто (1930—1999). Улица расположена рядом со стадионом «Спартак» («Лукойл Арена»).

## Описание
Улица начинается от Волоколамского шоссе, проходит на юг вдоль стадиона «Лукойл Арена» («Спартак»).